# Ameerega erythromos
Espèce
Synonymes
- Dendrobates erythromos Vigle & Miyata, 1980
- Epipedobates erythromos (Vigle & Miyata, 1980)

Statut de conservation UICN

 DD  : Données insuffisantes
Statut CITES
Ameerega erythromos est une espèce d'amphibiens de la famille des Dendrobatidae.

## Répartition
Cette espèce est endémique d'Équateur. Elle se rencontre dans les provinces de Pichincha et d'Esmeraldas de 225 à 450 m d'altitude.

## Publication originale
- Vigle & Miyata, 1980 : A new species of Dendrobates (Anura:Dendrobatidae) from the lowland rain forests of western Ecuador. Breviora, no 459, p. 1-7 (texte intégral).